# Puhja
Puhja är en ort i Estland. Den ligger i Puhja kommun och landskapet Tartumaa, i den södra delen av landet, 150 km sydost om huvudstaden Tallinn. Puhja ligger 59 meter över havet och antalet invånare är 1 072.
Terrängen runt Puhja är platt. Runt Puhja är det glesbefolkat, med 14 invånare per kvadratkilometer. Närmaste större samhälle är Elva, 14,6 km söder om Puhja. Omgivningarna runt Puhja är en mosaik av jordbruksmark och naturlig växtlighet.